# Tonje Nøstvold
Tonje Nøstvold (Stavanger, 7 de maio de 1985) é uma handebolista profissional norueguesa, bicampeã olímpica.